# قرار مجلس الأمن التابع للأمم المتحدة رقم 1109
قرار مجلس الأمن التابع للأمم المتحدة رقم 1109، المتخذ بالإجماع في 28 أيار / مايو 1997، بعد النظر في تقرير الأمين العام كوفي عنان بشأن قوة الأمم المتحدة لمراقبة فض الاشتباك، أشار المجلس إلى جهودها لإحلال سلام دائم وعادل في الشرق الأوسط.
ودعا القرار الأطراف المعنية إلى التنفيذ الفوري للقرار 338 (1973). وجدد ولاية قوة المراقبين لستة أشهر أخرى حتى 30 تشرين الثاني / نوفمبر 1997 وطلب من الأمين العام تقديم تقرير عن الحالة في نهاية تلك الفترة.
وأشار تقرير الأمين العام إلى أنه على الرغم من عدم حدوث انتهاكات لوقف إطلاق النار وبقاء الحالة بين إسرائيل وسوريا هادئة، لا تزال هناك قيود على حرية حركة قوة الأمم المتحدة لمراقبة فض الاشتباك في بعض المناطق.

## روابط خارجية
- نص القرار في undocs.org